# ديبي مارتن
ديبي مارتن (23 فبراير 1955 - ) (بالإنجليزية: Debbie Martin)‏ هي لاعبة كريكت أسترالية. شاركت مع منتخب أستراليا الوطني للكريكت.

## وصلات خارجية
- ديبي مارتن على موقع إي آس بي آن كريك إنفو (الإنجليزية)